# Departamento de Atar
Atar es un departamento de la región de Adrar, en Mauritania. En marzo de 2013 presentaba una población censada de 38 887 habitantes. Está formado por las siguientes comunas, que se muestran asimismo con población de marzo de 2013:
- Aïn Ehel Taya 4,432
- Atar 26,144
- Tawaz 6,252
- Choum 2,049[1]